# İrsen Küçük

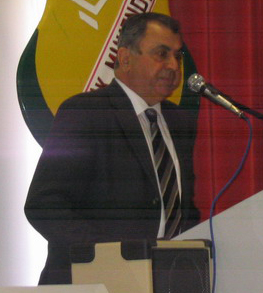
İrsen Küçük (2005)

İrsen Küçük (* 1940 in Nikosia; † 10. März 2019) war ein türkisch-zyprischer Politiker und von Mai 2010 bis Juni 2013 Ministerpräsident der Türkischen Republik Nordzypern.

## Biografie
Nach dem Schulbesuch begann Küçük, ein Neffe des ersten Vizepräsidenten Nordzyperns Fazıl Küçük, 1962 ein Studium an der Fakultät für Landwirtschaft, Bodenschutz und landwirtschaftliche Bewässerung und wurde nach dem Abschluss des Studiums 1966 Mitarbeiter im Staatlichen Wasserbauamt der Türkei. Im Anschluss war er zwischen 1968 und 1973 Wirtschaftsingenieur im Veterinäramt von Nordzypern, ehe er sich auf dem Gebiet der Landwirtschaft und Viehzucht in der Privatwirtschaft selbständig machte.
Kurz darauf trat er der von Rauf Denktaş am 11. Oktober 1975 gegründeten Ulusal Birlik Partisi (UBP) bei und wurde 1976 und 1981 als Vertreter von Nikosia in das Provisorische Parlament gewählt.
Im Juli 1976 wurde er von Ministerpräsident Nejat Konuk zum Landwirtschaftsminister in dessen Kabinett berufen und übte dieses Amt auch in den nachfolgenden Regierungen von Osman Örek und Mustafa Çağatay bis 1981 aus. Danach war er zwischen 1981 und 1982 Minister für natürliche Ressourcen und Energie in der Regierung Çağatay, ehe er von 1982 bis 1983 Minister für Gesundheit, Soziales und Arbeit in dessen Kabinett war.
Im Dezember 1983 wurde er als einer von deren Kandidaten für die ersten Wahlen zur ersten Versammlung der Republik am 23. Juni 1985 nominiert. Bei den Wahlen wurde er zum Abgeordneten des Parlaments gewählt und bei den vorgezogenen Wahlen 1993 für den Wahlkreis Nikosia wiedergewählt. Zugleich war er Vorsitzender der Ulusal Birlik Partisi im Bezirk Nikosia.
Nach den Parlamentswahlen vom 6. Dezember 1998 wurde er in der von Derviş Eroğlu gebildeten Koalitionsregierung von UBP und Toplumcu Kurtuluş Partisi (TKP) zum Minister für Landwirtschaft und Forsten ernannt und übernahm dieses Amt auch, nachdem Eroğlu im Juni 2001 eine Koalitionsregierung mit der Demokrat Parti (DP) bildete. Nach der Wahlniederlage der UBP bei den Parlamentswahlen vom Dezember 2003 schied er aus der Regierung aus und wurde stattdessen 2004 Generalsekretär der UBP.
Die nächsten Parlamentswahlen am 18. April 2009 wurden von der UBP wieder gewonnen, die nunmehr über eine absolute Mehrheit verfügte. Nach der Wahl von Derviş Eroğlu und einer von Hüseyin Özgürgün geführten Übergangsregierung wurde er am 9. Mai 2010 zunächst Vorsitzender der Ulusal Birlik Partisi und schließlich am 17. Mai 2010 auch offiziell Ministerpräsident. Am 5. Juni 2013 wurde er durch ein Misstrauensvotum des Parlaments gestürzt. Am 13. Juni 2013 folgte ihm Sibel Siber als Ministerpräsidentin.